# Tamara Černá
Tamara Černá, umělecký pseudonym SofiG, (* 30. června 1965, Ostrava) je česká umělecká fotografka, choreografka, tanečnice, primabalerína a baletní mistr.

## Život

### Dětství a studium
Pochází z Ostravy. Její rodina se v období po bolševické revoluci v Rusku přistěhovala z haličského Lvova. Vyrůstala v prostředí rodiny sympatizující s uměním, zejména s divadlem, hudbou a výtvarným uměním. V Ostravě se od dětství věnovala tanci a umění obecně, navštěvovala zde baletní studio při Národním divadle v Ostravě a následně vystudovala konzervatoř v oboru balet. Zde se vedle všeobecného uměleckého vzdělání věnovala také školení v oboru sólového zpěvu. V roce 1998 vystudovala taneční pedagogiku na Divadelní fakultě Janáčkovy akademie múzických umění v Brně.

### Taneční kariéra

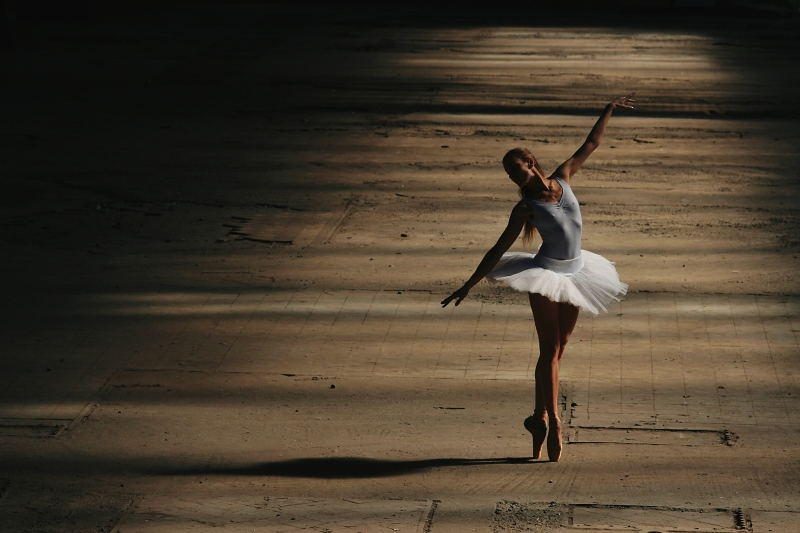
Tamara Černá: Conversation with shadow

Již během osmiletého studia na konzervatoři vystupovala v mnoha baletních představeních Státního divadla v Ostravě (nyní Národní divadlo moravskoslezské), které v tomto období čítalo mnoho členů baletního souboru a hostovalo v něm i nemálo významných zahraničních baletních sólistů, také choreografů a pedagogů. Kromě setkání se světovou kulturou také často cestovala a spolupracovala s osobnostmi ruské i zahraniční baletní elity (Serge Lifar – Pařížská opera, Boris Bregvadze – Vaganovova akademie, Michail Messerer – Michajlovské divadlo, Irina Karlovna Strode – Lotyšská národní opera, Uran Azymov, Rafael Avnikjan, Janna Pavlovna Suchanovová, Derek Williams, Jeane Solan ad.).
Po vysokoškolském studiu v Brně, kde vystudovala obor Teorie umění, se stala sólistkou baletu Národního divadla moravskoslezské, interpretující nejprve menší, ale později i velké přední role baletního repertoáru. V tomto divadle tato primabalerína, ztvárnila například role Anna Karenina, Carmen, Frygie z baletu Spartacus, Svanilda z Coppélie, Mechmene Banu z Legendy o lásce a velkou řadu dalších rolí, nejen klasického, ale i moderního repertoáru.'.
Později pracovala také ve funkci baletní mistr, ve stejném divadle a spolupracovala se sólisty na interpretaci jejich rolí. Působila také jako choreografka a jako asistentka a choreografka operních inscenací. Spolupracovala s režiséry světového věhlasu (například: Veniamin Borisovič Směchov – opery Falstaff, Carmen, Alexandr Nikolajevič Zykov – Sněhurka).
V té době vyučovala také hlavní obor (klasický tanec) na Janáčkově konzervatoři v Ostravě. Pedagogicky spolupracovala s řadou dalších kulturních i sportovních institucí. Jako tanečnice také absolvovala několik zahraničních zájezdů (Kanada, Německo, Lotyšsko, Polsko a další) a účastnila se několika festivalů (Festival des arts de Saint-Sauveur, Janáčkovy Hukvaldy ad.). V roce 2014 se stala členem Mezinárodní rady Tance UNESCO (The International Dance Council, CID).
Za ztvárnění svých rolí byla oceněna několika cenami. Mimo jiné za svůj part v Toussaintově Requiem na Mozartovu hudbu byla nominována na Cenu Thálie.

## Fotografie
| „                                          | Její role nesly kromě exprese i určitou pečeť charizmatického tajemství a to můžeme najít i v jejích fotografiích. Nevyhledává samoúčelnou estetiku, ale vidí především lidi v různých okamžicích na scéně. Její fotografie nám poodhalí svět baletu tak, jak ho možná ještě neznáme. | “ |
| — Severočeské divadlo opery a baletu, 2009 | |   |

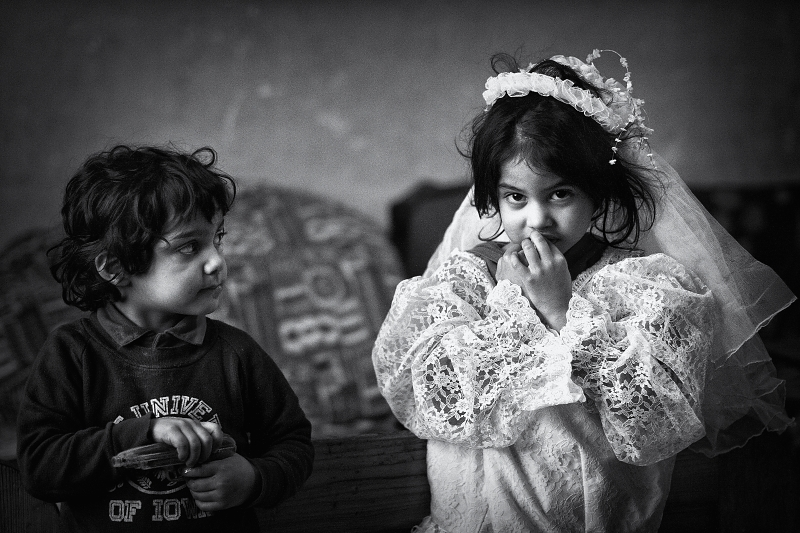
Tamara Černá: Děti Hrušova

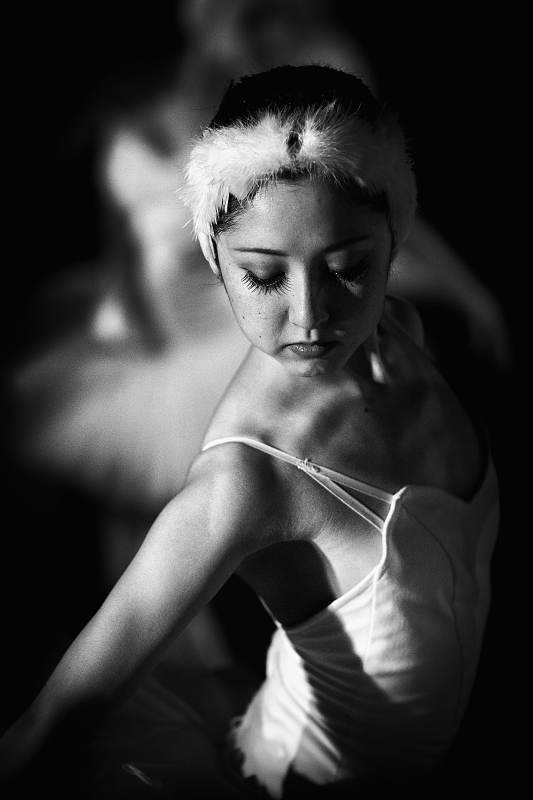
Tamara Černá: Divadelní fotografie

V období spolupráce s divadelním souborem se začala věnovat i práci umělecké fotografky. Její fotografie jsou především portrétní, reportážní, streetfoto, ale také inscenované a samozřejmě i ty ovlivněné divadlem a baletem – divadelní. Nasnímala portréty mnoha významných osobností z oblasti divadelní kultury (dirigenty, pěvce nebo sólisty baletu) nejen českých, ale i významných zahraničních umělců.
K jejím cyklům patří série Děti Hrušova, ve kterém portrétovala nejmenší obyvatele této části Ostravy. Miroslav Myška přirovnal Tamaru Černou k takovým autorům jako byli Josef Koudelka, Fedor Gabčan nebo Petr Sikula, kteří se také zabývali romskou tematikou. Podle Vojtěcha Bartka se autorka „přiklání k zobrazování krásy a lidskosti“. Součástí jejího díla jsou také inscenované fotografie s využitím tanečnic, kde využívá svého vzdělání v tanečním oboru. Tyto výstavy proběhly v řadě zemí například pod názvy Liberalis, Ballet, Elelgantia et motio, či Panta Rei. Dokumentární a reportážní snímky byly vystavovány pod názvy Lokomoce a emoce. Za zmínku stojí výstavy fotografií z cest. Nejvýznamnější proběhlé výstavy byly uvedeny pod názvem Several Days in Israel a Holidays in Rome.
Opakovaně bývá hostem fotografických festivalů (BFF – Polsko, OAFF – Český Krumlov ...). V průběhu několika let proběhly také master class v Itálii (Le sessioni fotografiche dell’eccezionale fotografa Tamara Černá – SofiG per Arezzo), Anglii a Izraeli. Je členkou Mezinárodní asociace žurnalistů DFJ e. V. Své fotografie často vystavuje na samostatných výstavách od ledna roku 2008 a to u nás i v zahraničí.
V roce 2013 byla nominovaná mezi významné světové umělce v oblasti baletu za obor baletní fotografie.

## Baletní ocenění
Její taneční umění bylo odměněno různými cenami, například:
- 1998 – NDM Cena za umění (Myrtha v Giselle)
- 1999 – NDM Cena za umění (Mozartovo Requiem a Cikánka v Donu Quijotovi)
- 2002 – Cena za umění (Swanilda v Coppélii)
- 2005 – NDM Cena za umění (Carmen)

nominace
- 1999 – nominace na cenu Thálie (za hlavní roli v baletu Requiem)
- 2005 – širší nominace na Cenu Thálie (Carmen)

## Role
Na scéně Národního divadla moravskoslezského i v zahraničí ztvárnila celou řadu rolí, převážně dramatického repertoáru.
- Anna Kareninová (Anna Karenina) – Rodion Ščedrin
- Carmen (suita Carmen) – Rodion Ščedrin – nominace (Thálie)
- Frygie (Spartakus) – Aram Chačaturjan
- Swanilda (Coppélia) – Léo Delibes – Cena za umění
- Mechmene Banu (Legenda o lásce) – Arif Melikov
- Hlavní ženská úloha – Mozartovo requiem (Requiem) – Wolfgang Amadeus Mozart – nominace na cenu Thálie, Cena za umění
- Eva (Eva) – Daniel Fikejz
- Hlavní ženská úloha (Bonjour Brel) – Jacques Brel
- Fenella (Němá z Portici) – Daniel Auber
- Dryáda, Tanečnice, Cikánka, Mercedes a Bolero (Don Quijote) – Ludwig Minkus – Cena za umění
- Zlá královna (Sněhurka) – Bogdan Pawlowski, Witold Borkowski
- Sněhová královna (Sněhová královna)
- Myrtha (Giselle) – Adolphe Adam – Cena za umění
- Liška (Doktor Bolíto) – I.V. Morozov
- Dobrá víla, zlá sestra (Popelka) – Cinderella – Sergej Prokofjev
- Bohyně života – hlavní ženský úloha (Odysseus) – Michael Kocáb
- Šeříková víla (Spící krasavice) – Sleaping beauty – Petr Iljič Čajkovskij
- Matka (V mlhách) – Leoš Janáček
- Cikánka (Zápisník zmizelého) – Leoš Janáček
- Sexílie (Šťastná sedma) – Miloš Vacek
- Krasavice, vážka (Z pohádky do pohádky) – Oskar Nedbal
- Prelude (Chopiniana) – Frédéric Chopin
- Hraběnka Stradová (Tance Rudolfa II.)
- Hlavní role (Cantata)
- Hlavní ženská role (Duch růže) – Carl Maria von Weber
- Ďábel, anděl (Dvořák story) – Antonín Dvořák
- Polovecké tance – hlavní ženská role (Kníže Igor) – Alexandr Porfirjevič Borodin
- Smrt (Vojna)
- Matka v requiem Antonína Dvořáka (Requiem) – Antonín Dvořák
- Emilia (Othello) – Alexej D. Mačavariani

## Choreografie
- Macbeth (Národní divadlo moravskoslezské)
- La traviata (Národní divadlo moravskoslezské)
- Carmen (Národní divadlo moravskoslezské)
- Sněguročka (Národní divadlo moravskoslezské)
- Rusalka (Dvořák) (Národní divadlo moravskoslezské)
- Opera z pouti (Národní divadlo moravskoslezské)
- Paganini (Národní divadlo moravskoslezské)
- Falstaff (Národní divadlo moravskoslezské)
- Olympiáda (Národní divadlo moravskoslezské)
- Jesličky svatého Františka (Národní divadlo moravskoslezské)
- Aitna (Etna) – sezona 2004–2005 (Národní divadlo moravskoslezské)
- Nápoj lásky – sezona 2004–2005 (Národní divadlo moravskoslezské)
- Così fan tutte – sezona 2005–2006 (Národní divadlo moravskoslezské)
- Jakobín – sezona 2006–2007 (Národní divadlo moravskoslezské)
- Kolotoč (opera) – sezona 2007–2008 (Národní divadlo moravskoslezské)
- Vlčice – sezona 2007–2008 (Národní divadlo moravskoslezské)
- Faust (Gounod) – sezona 2008–2009 (Národní divadlo moravskoslezské)
- Il soffio delle Fate – sezona 2008–2009 (Národní divadlo moravskoslezské)
- Carmina Burana (Carl Orff) – 29. a 30. června 2023 Benátky Itálie

## Výstavy
Pod pseudonymem SofiG (který používala v období, kdy se věnovala aktivně i sólové taneční kariéře) a později i pod svým vlastním jménem a příjmením, vystavovala na mnoha místech České republiky, ale i v zahraničí.
- Galerie Thálie – Divadlo Antonína Dvořáka, Ostrava – 4. ledna 2008 do 4. února 2008 (balet)
- Galerie města Vrbna pod Pradědem (balet)
- Galerie Thálie – Divadlo Antonína Dvořáka, Ostrava – ke Dni dětí v červnu 2008 – Děti Hrušova (romská tematika)
- Divadlo Reduta – Brno – od 12. ledna do 8. února Děti Hrušova (romská tematika)
- Dům kultury Poklad v Ostravě od 7. do 21. září (balet)
- Vilnius – Litva (balet)
- Valašské Meziříčí – Děti Hrušova (romská tematika)
- Severočeské divadlo opery a baletu Ústí nad Labem od 24. dubna 2009 (balet)
- Dům knihy Librex Ostrava – 28. 4. 2009 (balet)
- Děkanát Filosofické fakulty v Ostravě v roce 2009 (streetfoto)
- Děkanát Filosofické fakulty v Ostravě v r. 2009 v roce 2010 (balet)
- Galerie Podkova – Olomouc – 6. dubna 2010 (streetfoto, akt a balet)
- Knihkupectví Librex – Brno od 10. května do 9. června (balet)
- Galerie Tamary Černé se otevřela 23. prosince 2009 výstavou dívčích portrétů
- Janáčkova konzervatoř a gymnázium Ostrava od 13. října 2010 do Vánoc (balet)
- Slezskoostravský hrad – Ostrava – 3. května 2011 Lokomoce a emoce (balet)
- Bulharsko – České centrum – Děti Hrušova (Децата на Хрушов) (romská tematika)
- Galerie Šíp v Bystřici nad Olší – 8. května 2011 (balet)
- RUBY BLUE – Ostrava – 30. 6. 2011 do 30. 9. 2011 – Liberalis
- Viniční altán – Praha – 6. 9. až 3. 10. 2011 – ELEGANTIA ET MOTIO
- Dům knihy Librex – Ostrava 6. 11. až 2. 12. 2011 – ELEGANTIA ET MOTIO
- Istrael (Jaffa) – 14. 4. 2016 – Several days in Israel
- Slezskoostravský hrad – galerie 17. května 2014 – 31. května 2014 Výstava fotografií Tamary Černé
- Zámek Raduň – 28. června 2014 v zámecké oranžérii (UMĚLECKÉ FOTOGRAFIE, POŘÍZENÉ V AUTENTICKÉM PROSTŘEDÍ RADUŇSKÉHO ZÁMKU, ORANŽÉRIE A ZAHRADY)
- Galertie Obecního Domu v Opavě – 1. října 2014 (baletní tematika)
- Open Air Foto Festival Český Krumlov – 5. června 2015 ELEGANTIA ET MOTIO
- Galerie AHOL – Ostrava, 4. ledna 2016, ELEGANTIA ET MOTIO
- Bělorusko (Gomel) – 30. srpna 2016, Натхненне
- Praha Atrium – červenec 2017, Liberalis
- Itálie (Řím - La Scala d’oro) – září 2017, Holidays in Rome, Liberalis
- Izrael (Haifa) – 26. listopadu 2017, Several Days in Israel
- Izrael (Tel Aviv) – 2. dubna 2018, Several Days in Israel
- Velká Británie (London) – 5. března 2020, Ballet
- Vratimovská galerie – Ostrava – 10. 1. 2024 do 22. 2. 2024 – Liberalis